# Petite-Rivière-de-Nippes
Petite-Rivière-de-Nippes (Haïtiaans-Creools: Ti Rivyè de Nip, vroegere naam: Rochelois) is een stad en gemeente in Haïti met 28.500 inwoners. De plaats ligt aan de noordkust van het schiereiland Tiburon, 64 km ten westen van de plaats Léogâne. De gemeente maakt deel uit van het arrondissement Miragoâne in het departement Nippes.
Er wordt katoen, rijst, koffie, banaan, limoen en suikerriet verbouwd. Verder is er een vissershaven. In de omgeving bevindt zich bauxiet.

## Indeling
De gemeente bestaat uit de volgende sections communales:
| Nr. | Naam              | Km²   | Inw.2015 |
| --- | ----------------- | ----- | -------- |
| 1   | Fond des Lianes I | 18,94 | 9.700    |
| 2   | Cholette II       | 21,88 | 6.070    |
| 3   | Silègue           | 25,78 | 9.714    |
| 4   | Bezin             | 27,10 | 3.069    |